# Seznam medailistů na mistrovství světa ve vodním slalomu – kánoe muži
Tento seznam uvádí přehled medailistů na mistrovství světa ve vodním slalomu v závodech na kánoích (singlkánoích C1 a deblkánoích C2), které byly na program světových šampionátů zařazeny v roce 1949.

## C1
| Rok  | Místo                     | Zlato                     | Stříbro                   | Bronz              |
| ---- | ------------------------- | ------------------------- | ------------------------- | ------------------ |
| 1949 | Ženeva                    | Pierre d'Alençon          | Paul Huguet               | Jan Brzák          |
| 1951 | Steyr                     | Charles Dussuet           | Jaroslav Váňa             | Jacques Marsigny   |
| 1953 | Merano                    | Charles Dussuet           | Václav Nič                | Vladimír Jirásek   |
| 1955 | Lublaň                    | Vladimír Jirásek          | Luděk Beneš               | Karl-Heinz Wozniak |
| 1957 | Augsburg                  | Manfred Schubert          | Emil Zimmermann           | Jean-Claude Tochon |
| 1959 | Ženeva                    | Vladimír Jirásek          | Manfred Schubert          | Karl-Heinz Wozniak |
| 1961 | Hainsberg                 | Manfred Schubert          | Bohuslav Pospíchal        | Ingo Kirsch        |
| 1963 | Spittal an der Drau       | Manfred Schubert          | Gert Kleinert             | Jean-Claude Tochon |
| 1965 | Spittal an der Drau       | Gert Kleinert             | Luděk Beneš               | Manfred Schubert   |
| 1967 | Lipno nad Vltavou         | Wolfgang Peters           | Harald Cuypers            | Karel Kumpfmüller  |
| 1969 | Bourg-Saint-Maurice       | Wolfgang Peters           | Reinhold Kauder           | Zbyněk Pulec       |
| 1971 | Merano                    | Reinhold Kauder           | Wulf Reinicke             | Petr Sodomka       |
| 1973 | Muotathal                 | Reinhard Eiben            | Karel Třešňák             | Udo Müller         |
| 1975 | Skopje                    | Petr Sodomka              | Jaroslav Radil            | Harald Heinrich    |
| 1977 | Spittal an der Drau       | Petr Sodomka              | Peter Massalski           | Karel Třešňák      |
| 1979 | Jonquière                 | Jon Lugbill               | David Hearn               | Bob Robison        |
| 1981 | Bala                      | Jon Lugbill               | David Hearn               | Jean Sennelier     |
| 1983 | Merano                    | Jon Lugbill               | David Hearn               | Jože Vidmar        |
| 1985 | Augsburg                  | David Hearn               | Jon Lugbill               | Martyn Hedges      |
| 1987 | Bourg-Saint-Maurice       | Jon Lugbill               | David Hearn               | Bruce Lessels      |
| 1989 | řeka Savage               | Jon Lugbill               | David Hearn               | Thierry Humeau     |
| 1991 | Lublaň                    | Martin Lang               | Adam Clawson              | Jacky Avril        |
| 1993 | Mezzana                   | Martin Lang               | Hervé Delamarre           | Sören Kaufmann     |
| 1995 | Nottingham                | David Hearn               | Sören Kaufmann            | Michal Martikán    |
| 1997 | Três Coroas               | Michal Martikán           | Lukáš Pollert             | Gareth Marriott    |
| 1999 | La Seu d'Urgell           | Emmanuel Brugvin          | Robin Bell                | Michal Martikán    |
| 2002 | Bourg-Saint-Maurice       | Michal Martikán           | Jan Benzien               | Patrice Estanguet  |
| 2003 | Augsburg                  | Michal Martikán           | Tony Estanguet            | Stefan Pfannmöller |
| 2005 | Penrith                   | Robin Bell                | Tony Estanguet            | Michal Martikán    |
| 2006 | Praha                     | Tony Estanguet            | Michal Martikán           | Stanislav Ježek    |
| 2007 | Foz do Iguaçu             | Michal Martikán           | Tony Estanguet            | Robin Bell         |
| 2009 | La Seu d'Urgell           | Tony Estanguet            | Michal Martikán           | Jan Benzien        |
| 2010 | Lublaň                    | Tony Estanguet            | Michal Martikán           | Jordi Domenjo      |
| 2011 | Bratislava                | Denis Gargaud Chanut      | Nico Bettge               | Matej Beňuš        |
| 2013 | Praha                     | David Florence            | Alexander Slafkovský      | Benjamin Savšek    |
| 2014 | Deep Creek Lake           | Fabien Lefèvre            | Benjamin Savšek           | Franz Anton        |
| 2015 | Londýn                    | David Florence            | Benjamin Savšek           | Ryan Westley       |
| 2017 | Pau                       | Benjamin Savšek           | Alexander Slafkovský      | Michal Martikán    |
| 2018 | Rio de Janeiro            | Franz Anton               | Ryan Westley              | Sideris Tasiadis   |
| 2019 | La Seu d'Urgell           | Cédric Joly               | Ander Elosegi             | Luka Božič         |
| 2020 | Nejelo se kvůli covidu-19 | Nejelo se kvůli covidu-19 | Nejelo se kvůli covidu-19 |                    |
| 2021 | Bratislava                | Václav Chaloupka          | Alexander Slafkovský      | Franz Anton        |
| 2022 | Augsburg                  | Sideris Tasiadis          | Alexander Slafkovský      | Franz Anton        |
| 2023 | Londýn                    | Benjamin Savšek           | Nicolas Gestin            | Paolo Ceccon       |

## C1 hlídky
| Rok  | Místo                     | Zlato                                                              | Stříbro                                                               | Bronz                                                             |
| ---- | ------------------------- | ------------------------------------------------------------------ | --------------------------------------------------------------------- | ----------------------------------------------------------------- |
| 1949 | Ženeva                    | Francie Pierre d'Alençon Paul Huguet Marcel Renaud                 | Československo Jan Brzák Jiří Purchart Bohuslav Karlík                | —                                                                 |
| 1951 | Steyr                     | Československo Václav Nič Jaroslav Váňa Jan Pecka                  | Francie Jacques Marsigny Roger Paris Pierre Biehler                   | —                                                                 |
| 1953 | Merano                    | Československo Vladimír Jirásek Jan Šulc Stanislav Jánský          | Švýcarsko Jean-Paul Rössinger Roland Bardet Charles Dussuet           | Francie Jacques Marsigny Jacques Velard Pierre Biehler            |
| 1955 | Lublaň                    | Československo Vladimír Jirásek Jiří Hradil Luděk Beneš            | Východní Německo Karl-Heinz Wozniak Dieter Fritzsche Manfred Schubert | Švýcarsko Roland Bardet Jean-Claude Tochon Robert Inhelder        |
| 1957 | Augsburg                  | Západní Německo Günther Beck Heiner Stumpf Otto Stumpf             | Východní Německo Emil Zimmermann Gert Kleinert Manfred Schubert       | Československo Luděk Beneš Jiří Hradil Vladimír Jirásek           |
| 1959 | Ženeva                    | Československo Luděk Beneš Václav Janovský Vladimír Jirásek        | Východní Německo Karl-Heinz Wozniak Gert Kleinert Manfred Schubert    | Švýcarsko Roland Bardet Jean-Claude Tochon Marcel Roth            |
| 1961 | Hainsberg                 | Československo Tibor Sýkora Jaroslav Pollert Bohuslav Pospíchal    | Východní Německo Karl-Heinz Wozniak Gert Kleinert Manfred Schubert    | Švýcarsko Michel Weber Jean-Claude Tochon Marcel Roth             |
| 1963 | Spittal an der Drau       | Východní Německo Karl-Heinz Wozniak Gert Kleinert Manfred Schubert | Západní Německo Norbert Schmidt Heiner Stumpf Otto Stumpf             | Švýcarsko Jean-Claude Tochon Heinz Grobat Marcel Roth             |
| 1965 | Spittal an der Drau       | Československo Jiří Vočka Luděk Beneš Bohuslav Pospíchal           | Západní Německo Christian Kaufmann Heiner Stumpf Otto Stumpf          | Východní Německo Jochen Förster Gert Kleinert Manfred Schubert    |
| 1967 | Lipno nad Vltavou         | Československo Karel Kumpfmüller Bohuslav Pospíchal Petr Sodomka   | Východní Německo Jürgen Köhler Jochen Förster Manfred Schubert        | Západní Německo Harald Cuypers Wolfgang Peters Otto Stumpf        |
| 1969 | Bourg-Saint-Maurice       | Západní Německo Wolfgang Peters Harald Cuypers Reinhold Kauder     | Československo František Kadaňka Zbyněk Pulec Petr Sodomka            | Francie Claude Baux Michel Trenchant François Bonnet              |
| 1971 | Merano                    | Východní Německo Jürgen Köhler Wulf Reinicke Jochen Förster        | Západní Německo Wolfgang Peters Harald Cuypers Reinhold Kauder        | Československo Zbyněk Pulec Karel Třešňák Petr Sodomka            |
| 1973 | Muotathal                 | Československo Jaroslav Radil Karel Třešňák Petr Sodomka           | Východní Německo Reinhard Eiben Peter Massalski Udo Müller            | Západní Německo Wolfgang Peters Josef Schumacher Walter Horn      |
| 1975 | Skopje                    | Československo Petr Sodomka Jaroslav Radil Karel Třešňák           | Východní Německo Reinhard Eiben Peter Massalski Harald Heinrich       | Západní Německo Walter Horn Dietmar Moos Dieter Remmlinger        |
| 1977 | Spittal an der Drau       | Východní Německo Reinhard Eiben Peter Massalski Lutz Körner        | Západní Německo Dietmar Moos Ernst Libuda Walter Horn                 | Československo Jaroslav Radil Karel Třešňák Petr Sodomka          |
| 1979 | Jonquière                 | USA Jon Lugbill David Hearn Bob Robison                            | Západní Německo Jürgen Schnitzerling Walter Horn Udo Werner           | Československo Milan Gába Karel Třešňák Karel Ťoupalík            |
| 1981 | Bala                      | USA Jon Lugbill David Hearn Ron Lugbill                            | Francie Hervé Madore Jean Sennelier Jean Salamé                       | Západní Německo Gerald Moos Fredi Zimmermann Jürgen Schnitzerling |
| 1983 | Merano                    | USA Jon Lugbill David Hearn Kent Ford                              | Československo Juraj Ontko Jozef Hajdučík Karel Ťoupalík              | Spojené království Martyn Hedges Peter Keane Jeremy Taylor        |
| 1985 | Augsburg                  | USA David Hearn Jon Lugbill Kent Ford                              | Západní Německo Gerald Moos Andreas Kübler Ulrich Weber               | Polsko Edward Florian Piotr Sarata Adam Pietrasik                 |
| 1987 | Bourg-Saint-Maurice       | USA Jon Lugbill David Hearn Bruce Lessels                          | Francie Jean Sennelier Thierry Humeau Jacky Avril                     | Československo Juraj Ontko Jozef Hajdučík Jaroslav Slúčik         |
| 1989 | řeka Savage               | USA Jon Lugbill David Hearn Jed Prentice                           | Francie Thierry Humeau Jacky Avril Thierry Lepeltier                  | Jugoslávie Borut Javornik Jože Vidmar Boštjan Žitnik              |
| 1991 | Lublaň                    | USA Adam Clawson Jon Lugbill Jed Prentice                          | Francie Jacky Avril Hervé Delamarre Emmanuel Brugvin                  | Spojené království Mark Delaney Bill Horsman Gareth Marriott      |
| 1993 | Mezzana                   | Slovinsko Jože Vidmar Boštjan Žitnik Simon Hočevar                 | Spojené království Bill Horsman Gareth Marriott Mark Delaney          | Itálie Francesco Stefani Luca Dalla Libera Renato de Monti        |
| 1995 | Nottingham                | Německo Vitus Husek Sören Kaufmann Martin Lang                     | Chorvatsko Danko Herceg Zlatko Sedlar Stjepan Perestegi               | Slovensko Michal Martikán Juraj Minčík Juraj Ontko                |
| 1997 | Três Coroas               | Slovensko Michal Martikán Juraj Minčík Juraj Ontko                 | Francie Patrice Estanguet Tony Estanguet Yves Narduzzi                | Slovinsko Simon Hočevar Gregor Terdič Sebastjan Linke             |
| 1999 | La Seu d'Urgell           | Polsko Krzysztof Bieryt Sławomir Mordarski Mariusz Wieczorek       | Německo Stefan Pfannmöller Nico Bettge Martin Lang                    | Francie Patrice Estanguet Emmanuel Brugvin Tony Estanguet         |
| 2002 | Bourg-Saint-Maurice       | Česko Přemysl Vlk Jan Mašek Stanislav Ježek                        | Německo Sören Kaufmann Jan Benzien Stefan Pfannmöller                 | Slovinsko Jurij Korenjak Dejan Stevanovič Simon Hočevar           |
| 2003 | Augsburg                  | Slovensko Alexander Slafkovský Juraj Minčík Michal Martikán        | Francie Tony Estanguet Emmanuel Brugvin Patrice Estanguet             | Česko Tomáš Indruch Jan Mašek Stanislav Ježek                     |
| 2005 | Penrith                   | Francie Olivier Lalliet Pierre Labarelle Tony Estanguet            | Německo Nico Bettge Stefan Pfannmöller Jan Benzien                    | Česko Tomáš Indruch Jan Mašek Stanislav Ježek                     |
| 2006 | Praha                     | Německo Stefan Pfannmöller Nico Bettge Jan Benzien                 | Česko Tomáš Indruch Jan Mašek Stanislav Ježek                         | Spojené království David Florence Stuart McIntosh Daniel Goodard  |
| 2007 | Foz do Iguaçu             | Francie Tony Estanguet Pierre Labarelle Nicolas Peschier           | Německo Jan Benzien Nico Bettge Lukas Hoffmann                        | Česko Stanislav Ježek Tomáš Indruch Jan Mašek                     |
| 2009 | La Seu d'Urgell           | Slovensko Alexander Slafkovský Michal Martikán Matej Beňuš         | Francie Nicolas Peschier Denis Gargaud Chanut Tony Estanguet          | Španělsko Jordi Domenjo Jon Ergüín Ander Elosegi                  |
| 2010 | Lublaň                    | Slovensko Michal Martikán Alexander Slafkovský Matej Beňuš         | Německo Sideris Tasiadis Jan Benzien Franz Anton                      | Česko Stanislav Ježek Jan Mašek Michal Jáně                       |
| 2011 | Bratislava                | Slovensko Michal Martikán Alexander Slafkovský Matej Beňuš         | Německo Sideris Tasiadis Nico Bettge Jan Benzien                      | Česko Stanislav Ježek Vítězslav Gebas Tomáš Indruch               |
| 2013 | Praha                     | Slovensko Michal Martikán Alexander Slafkovský Matej Beňuš         | Německo Sideris Tasiadis Jan Benzien Franz Anton                      | Francie Denis Gargaud Chanut Jonathan Marc Nicolas Peschier       |
| 2014 | Deep Creek Lake           | Slovensko Michal Martikán Alexander Slafkovský Matej Beňuš         | Česko Michal Jáně Vítězslav Gebas Jan Mašek                           | Slovinsko Benjamin Savšek Luka Božič Anže Berčič                  |
| 2015 | Londýn                    | Slovensko Michal Martikán Alexander Slafkovský Matej Beňuš         | Německo Sideris Tasiadis Nico Bettge Franz Anton                      | Slovinsko Benjamin Savšek Luka Božič Jure Lenarčič                |
| 2017 | Pau                       | Slovensko Matej Beňuš Alexander Slafkovský Michal Martikán         | Spojené království Ryan Westley David Florence Adam Burgess           | Francie Denis Gargaud Chanut Martin Thomas Edern Le Ruyet         |
| 2018 | Rio de Janeiro            | Slovensko Alexander Slafkovský Michal Martikán Matej Beňuš         | Slovinsko Benjamin Savšek Luka Božič Anže Berčič                      | Spojené království David Florence Ryan Westley Adam Burgess       |
| 2019 | La Seu d'Urgell           | Slovensko Alexander Slafkovský Michal Martikán Matej Beňuš         | Španělsko Ander Elosegi Miquel Trave Luis Fernández                   | Rusko Kirill Setkin Dmitrii Khramtsov Pavel Kotov                 |
| 2020 | Nejelo se kvůli covidu-19 | Nejelo se kvůli covidu-19                                          | Nejelo se kvůli covidu-19                                             |                                                                   |
| 2021 | Bratislava                | Francie Martin Thomas Denis Gargaud Chanut Nicolas Gestin          | Česko Lukáš Rohan Václav Chaloupka Vojtěch Heger                      | Slovensko Matej Beňuš Marko Mirgorodský Alexander Slafkovský      |
| 2022 | Augsburg                  | Slovinsko Benjamin Savšek Luka Božič Anže Berčič                   | Slovinsko Matej Beňuš Marko Mirgorodský Alexander Slafkovský          | Itálie Roberto Colazingari Raffaello Ivaldi Paolo Ceccon          |
| 2023 | Londýn                    | Francie Nicolas Gestin Jules Bernardet Lucas Roisin                | Spojené království Adam Burgess Ryan Westley James Kettle             | Itálie Roberto Colazingari Raffaello Ivaldi Paolo Ceccon          |

## C2
| Rok  | Místo               | Zlato                                    | Stříbro                                  | Bronz                                 |
| ---- | ------------------- | ---------------------------------------- | ---------------------------------------- | ------------------------------------- |
| 1949 | Ženeva              | Michel Duboille/Jacques Rosseau          | Claude Neveu/Roger Paris                 | Jan Brzák/Bohumil Kudrna              |
| 1951 | Steyr               | Claude Neveu/Roger Paris                 | Jacques Musson/André Pean                | Václav Havel/Jiří Pecka               |
| 1953 | Merano              | Charles Dussuet/Jean Engler              | Václav Nič/Jan Šulc                      | Pierre d'Alençon/Jean-Luc Houssaye    |
| 1955 | Lublaň              | Claude Neveu/Roger Paris                 | Dieter Friedrich/Horst Kleinert          | František Hrabě/Jiří Kotana           |
| 1957 | Augsburg            | Dieter Friedrich/Horst Kleinert          | Václav Havel/Josef Hendrych              | František Hrabě/Jiří Kotana           |
| 1959 | Ženeva              | Dieter Friedrich/Horst Kleinert          | Václav Havel/Josef Hendrych              | Dieter Göthe/Lothar Schubert          |
| 1961 | Hainsberg           | Günther Merkel/Manfred Merkel            | Miroslav Stach/Zdeněk Valenta            | Dieter Friedrich/Horst Kleinert       |
| 1963 | Spittal an der Drau | Günther Merkel/Manfred Merkel            | Natan Bernot/Dare Bernot                 | Siegfried Lück/Jürgen Noak            |
| 1965 | Spittal an der Drau | Günther Merkel/Manfred Merkel            | Jiří Dejl/Zdeněk Fifka                   | Fernand Götz/Wolfgang Klingebiel      |
| 1967 | Lipno nad Vltavou   | Miroslav Stach/Zdeněk Valenta            | Milan Horyna/Václav Janoušek             | Ladislav Měšťan/Zdeněk Měšťan         |
| 1969 | Bourg-Saint-Maurice | Jean-Claude Olry/Jean-Louis Olry         | Ladislav Měšťan/Zdeněk Měšťan            | Miroslav Stach/Zdeněk Valenta         |
| 1971 | Merano              | Klaus Trummer/Jürgen Kretschmer          | Rolf-Dieter Amend/Walter Hofmann         | Uwe Franz/Ulrich Opelt                |
| 1973 | Muotathal           | Jiří Krejza/Jaroslav Pollert             | Klaus Trummer/Jürgen Kretschmer          | Wilhelm Baues/Hans-Otto Schumacher    |
| 1975 | Skopje              | Klaus Trummer/Jürgen Kretschmer          | Wojciech Kudlik/Jerzy Jeż                | Antonín Brabec/František Kadaňka      |
| 1977 | Spittal an der Drau | Walter Hofmann/Jürgen Kalbitz            | Miroslav Nedvěd/Pavel Schwarc            | Michael Berek/Frank Kretschmer        |
| 1979 | Jonquière           | Dieter Welsink/Peter Czupryna            | Pierre Calori/Jacques Calori             | Wojciech Kudlik/Jerzy Jeż             |
| 1981 | Bala                | Steve Garvis/Mike Garvis                 | Dieter Welsink/Peter Czupryna            | Paul Grabow/Jefry Huey                |
| 1983 | Merano              | Lecky Haller/Fritz Haller                | Pierre Calori/Jacques Calori             | Steve Garvis/Mike Garvis              |
| 1985 | Augsburg            | Thomas Klein-Impelmann/Stephan Küppers   | Pierre Calori/Jacques Calori             | Günther Wolkenaer/Fredi Zimmermann    |
| 1987 | Bourg-Saint-Maurice | Pierre Calori/Jacques Calori             | Lecky Haller/James McEwan                | Milan Kučera/Miroslav Hajdučík        |
| 1989 | řeka Savage         | Frank Hemmer/Thomas Loose                | Jan Petříček/Tomáš Petříček              | Emmanuel del Rey/Thierry Saïdi        |
| 1991 | Lublaň              | Frank Adisson/Wilfrid Forgues            | Jiří Rohan/Miroslav Šimek                | Emmanuel del Rey/Thierry Saïdi        |
| 1993 | Mezzana             | Jiří Rohan/Miroslav Šimek                | Eric Biau/Bertrand Daille                | Frank Adisson/Wilfrid Forgues         |
| 1995 | Nottingham          | Krzysztof Kołomański/Michał Staniszewski | Frank Adisson/Wilfrid Forgues            | Eric Biau/Bertrand Daille             |
| 1997 | Três Coroas         | Frank Adisson/Wilfrid Forgues            | Michael Senft/André Ehrenberg            | Jiří Rohan/Miroslav Šimek             |
| 1999 | La Seu d'Urgell     | Marek Jiras/Tomáš Máder                  | Krzysztof Kołomański/Michał Staniszewski | Eric Biau/Bertrand Daille             |
| 2002 | Bourg-Saint-Maurice | Pavol Hochschorner/Peter Hochschorner    | Pierre Luquet/Christophe Luquet          | Marek Jiras/Tomáš Máder               |
| 2003 | Augsburg            | Marcus Becker/Stefan Henze               | Jaroslav Volf/Ondřej Štěpánek            | Pavol Hochschorner/Peter Hochschorner |
| 2005 | Penrith             | Christian Bahmann/Michael Senft          | Milan Kubáň/Marián Olejník               | Marcus Becker/Stefan Henze            |
| 2006 | Praha               | Jaroslav Volf/Ondřej Štěpánek            | Marcus Becker/Stefan Henze               | Pavol Hochschorner/Peter Hochschorner |
| 2007 | Foz do Iguaçu       | Pavol Hochschorner/Peter Hochschorner    | Pierre Luquet/Christophe Luquet          | Andrea Benetti/Erik Masoero           |
| 2009 | La Seu d'Urgell     | Pavol Hochschorner/Peter Hochschorner    | Ladislav Škantár/Peter Škantár           | Luka Božič/Sašo Taljat                |
| 2010 | Lublaň              | Pavol Hochschorner/Peter Hochschorner    | Denis Gargaud Chanut/Fabien Lefèvre      | David Florence/Richard Hounslow       |
| 2011 | Bratislava          | Pavol Hochschorner/Peter Hochschorner    | Denis Gargaud Chanut/Fabien Lefèvre      | Ladislav Škantár/Peter Škantár        |
| 2013 | Praha               | David Florence/Richard Hounslow          | Jaroslav Volf/Ondřej Štěpánek            | Ladislav Škantár/Peter Škantár        |
| 2014 | Deep Creek Lake     | Luka Božič/Sašo Taljat                   | Pierre Picco/Hugo Biso                   | Ladislav Škantár/Peter Škantár        |
| 2015 | Londýn              | Franz Anton/Jan Benzien                  | Pierre Picco/Hugo Biso                   | Gauthier Klauss/Matthieu Péché        |
| 2017 | Pau                 | Gauthier Klauss/Matthieu Péché           | Ladislav Škantár/Peter Škantár           | Robert Behling/Thomas Becker          |

## C2 hlídky
V letech 2005 a 2017 nebyly kvůli nedostatečnému počtu týmů uděleny medaile (nejsou tedy ani započítány do tabulky).

| Rok  | Místo                            | Zlato | Stříbro | Bronz |
| ---- | -------------------------------- | --- | --- | --- |
| 1949 | Ženeva                           | Francie Michel Duboille/Jacques Rosseau Claude Neveu/Roger Paris René Gavinet/Simon Gavinet                                  | Československo Jan Brzák/Bohumil Kudrna Václav Nič/Miroslav Drastík Jan Šulc/Karel Koníček                            | — |
| 1951 | Steyr                            | Francie Pierre d'Alençon/Jean Dreux Jacques Musson/André Pean Claude Neveu/Roger Paris                                       | Československo Václav Nič/Jan Šulc Bohuslav Fiala/Bohumil Berdych Václav Havel/Jiří Pecka                             | Švýcarsko Charles Dussuet/Deglise Melle Pierre Dufour/R. Esseiva Jean-Paul Rössinger/R. Junod                        |
| 1953 | Merano                           | Francie René Gavinet/Simon Gavinet Claude Neveu/Roger Paris Pierre d'Alençon/Jean-Luc Houssaye                               | Švýcarsko Jean-Paul Rössinger/R. Junod Pierre Rössinger/Pierre Dufour Charles Dussuet/Jean Engler                     | Československo Josef Hendrych/Jiří Hradil Václav Havel/Jiří Pecka Miroslav Čihák/Jan Pecka                           |
| 1955 | Lublaň                           | Československo František Hrabě/Jiří Kotana Vladimír Lánský/Josef Hendrych Rudolf Flégr/Milan Řehoř                           | Východní Německo Dieter Friedrich/Horst Kleinert Dieter Göthe/Helmut Weise Franz Brendel/Günter Grosswig              | Rakousko Wolfram Steinwendtner/Bruno Kerbl Harry Jarosch/Eduard Haider Alfred Falkner/Richard Schauer                |
| 1957 | Augsburg                         | Československo Rudolf Flégr/Milan Řehoř Václav Havel/Josef Hendrych František Hrabě/Jiří Kotana                              | Švýcarsko Charles Dussuet/Henri Kadrnka Jean Pessina/Robert Zürcher Jean-Paul Rössinger/Roger Tauss                   | Východní Německo Franz Brendel/Günter Grosswig Dieter Friedrich/Horst Kleinert Dieter Göthe/Lothar Schubert          |
| 1959 | Ženeva                           | Východní Německo Dieter Friedrich/Horst Kleinert Dieter Göthe/Lothar Schubert Manfred Glöckner/Rudolf Seifert                | Československo Miroslav Čihák/Vladimír Lánský Václav Havel/Josef Hendrych Milan Horyna/Milan Kný                      | Švýcarsko Charles Dussuet/Henri Kadrnka Enz/Hiltbrand Jean Pessina/Robert Zürcher                                    |
| 1961 | Hainsberg                        | Východní Německo Gernot Bergmann/Horst Rosenhagen Dieter Friedrich/Horst Kleinert Günther Merkel/Manfred Merkel              | Československo Zdeněk Baumruk/Josef Polák Josef Hendrych/Vladimír Lánský Miroslav Stach/Zdeněk Valenta                | Švýcarsko Charles Dussuet/Jean-Paul Rössinger Jean Meichtry/Suchet Jean Pessina/Robert Zürcher                       |
| 1963 | Spittal an der Drau              | Východní Německo Siegfried Lück/Jürgen Noak Günther Merkel/Manfred Merkel Manfred Glöckner/Rudolf Seifert                    | Západní Německo Günter Brümmer/Hermann Roock Jürgen Hauschild/Kurt Longrich Wolf Dieter Seller/Günther Tuchel         | Rakousko Anton Biegel/Helmut Schilhuber Klaus Gürtelbauer/Bruno Kerbl Alfred Haberzettl/Franz Tutschka               |
| 1965 | Spittal an der Drau              | Československo Ladislav Měšťan/Zdeněk Měšťan Emil Pollert/Jaroslav Pollert Jaroslav Brejcha/Milan Kalas                      | Jugoslávie Janez Andrejašič/Jože Gerkman Milan Vidmar/Borut Justin Franc Žitnik/Leon Žitnik                           | Západní Německo Friedrich Bohry/Walter Gehlen Hermann Roock/Norbert Schmidt Wolf Dieter Seller/Günther Tuchel        |
| 1967 | Lipno nad Vltavou                | Východní Německo Ulrich Hippauf/Willi Landers Siegfried Lück/Jürgen Noak Günther Merkel/Manfred Merkel                       | Československo Milan Horyna/Václav Janoušek Ladislav Měšťan/Zdeněk Měšťan Miroslav Stach/Zdeněk Valenta               | Západní Německo Gere Glück/Klaus Nenninger Manfred Heß/Wolfgang Wenzel Karl-Heinz Scheffer/Heinz-Jürgen Steinschulte |
| 1969 | Bourg-Saint-Maurice              | Západní Německo Karl-Heinz Scheffer/Heinz-Jürgen Steinschulte Manfred Heß/Wolfgang Wenzel Hermann Roock/Norbert Schmidt      | Československo Miroslav Stach/Zdeněk Valenta Ladislav Měšťan/Zdeněk Měšťan Jiří Dejl/Zdeněk Sklenář                   | Francie Jean-Claude Olry/Jean-Louis Olry Alain Duvivier/Dominique Duvivier Louis Devilleneuve/Pierre Devilleneuve    |
| 1971 | Merano                           | Východní Německo Rolf-Dieter Amend/Walter Hofmann Klaus Trummer/Jürgen Kretschmer Uwe Franz/Ulrich Opelt                     | Západní Německo Karl-Heinz Scheffer/Heinz-Jürgen Steinschulte Manfred Heß/Wolfgang Wenzel Hans Jakob Hitz/Theo Nüsing | Československo Ladislav Měšťan/Zdeněk Měšťan Antonín Brabec/František Kadaňka Milan Horyna/Václav Janoušek           |
| 1973 | Muotathal                        | Západní Německo Olaf Fricke/Michael Reimann Karl-Heinz Scheffer/Heinz-Jürgen Steinschulte Wilhelm Baues/Hans-Otto Schumacher | Československo Josef Havela/Bohumír Machát Antonín Brabec/František Kadaňka Jiří Krejza/Jaroslav Pollert              | Východní Německo Jürgen Köhler/Hubert Kraeft Peter Grabowski/Josef Raschke Klaus Trummer/Jürgen Kretschmer           |
| 1975 | Skopje                           | Východní Německo Rolf-Dieter Amend/Walter Hofmann Herbert Fischer/Jürgen Henze Klaus Trummer/Jürgen Kretschmer               | Československo Radomír Halfar/Svetomír Kmošťák Antonín Brabec/František Kadaňka Jiří Benhák/Ladislav Benhák           | Polsko Zbigniew Leśniak/Maciej Rychta Jan Frączek/Ryszard Seruga Wojciech Kudlik/Jerzy Jeż                           |
| 1977 | Spittal an der Drau              | Československo Jiří Benhák/Ladislav Benhák Radomír Halfar/Svetomír Kmošťák Miroslav Nedvěd/Pavel Schwarc                     | Švýcarsko Martin Wyss/Roland Wyss Matthias Hirsch/Manfred Walter Jiří Krejza/Jan Karel                                | Polsko Jan Frączek/Ryszard Seruga Wojciech Kudlik/Jerzy Jeż Zbigniew Leśniak/Maciej Rychta                           |
| 1979 | Jonquière                        | Polsko Wojciech Kudlik/Jerzy Jeż Jan Frączek/Ryszard Seruga Zbigniew Czaja/Jacek Kasprzycki                                  | Francie Pierre Calori/Jacques Calori Richard Hernanz/Mare Labedens Jean Lamy/Robert Platt                             | Švýcarsko Christoph Studer/Ernst Rudin Martin Wyss/Roland Wyss Hardy Künzli/Peter Probst                             |
| 1981 | Bala                             | Spojené království Jock Young/Alistair Munro Robert Joce/Robert Owen Eric Jamieson/Robin Williams                            | Polsko Wojciech Kudlik/Jerzy Jeż Marek Maslanka/Ryszard Seruga Zbigniew Czaja/Jacek Kasprzycki                        | USA Carl Gutschick/Paul Flack Paul Grabow/Jefry Huey Steve Garvis/Mike Garvis                                        |
| 1983 | Merano                           | Československo Miroslav Hajdučík/Milan Kučera Dušan Zaťko/Ľudovít Tkáč František Slavík/Jiří Decastelo                       | USA Lecky Haller/Fritz Haller Steve Garvis/Mike Garvis Charles Harris/John Harris                                     | Spojené království Eric Jamieson/Robin Williams Michael Smith/Andrew Smith Robert Joce/Robert Owen                   |
| 1985 | Augsburg                         | Československo Jiří Rohan/Miroslav Šimek Miroslav Hajdučík/Milan Kučera Viktor Beneš/Ondřej Mohout                           | Francie Pierre Calori/Jacques Calori Emmanuel del Rey/Thierry Saïdi Michel Saidi/Jérôme Daval                         | USA Charles Harris/John Harris Lecky Haller/Fritz Haller Paul Grabow/Mike Garvis                                     |
| 1987 | Bourg-Saint-Maurice              | Francie Pierre Calori/Jacques Calori Michel Saidi/Jérôme Daval Gilles Lelievre/Jérôme Daille                                 | Československo Jiří Rohan/Miroslav Šimek Miroslav Hajdučík/Milan Kučera Viktor Beneš/Ondřej Mohout                    | Západní Německo Frank Hemmer/Thomas Loose Günther Wolkenaer/Fredi Zimmermann Stephan Bittner/Volker Nerlich          |
| 1989 | řeka Savage                      | Francie Emmanuel del Rey/Thierry Saïdi Michel Saidi/Jérôme Daval Gilles Lelievre/Jérôme Daille                               | Československo Jiří Rohan/Miroslav Šimek Jan Petříček/Tomáš Petříček Miroslav Hajdučík/Milan Kučera                   | Západní Německo Frank Hemmer/Thomas Loose Frank Becker/Martin Fröhlke Stephan Bittner/Volker Nerlich                 |
| 1991 | Lublaň                           | Francie Frank Adisson/Wilfrid Forgues Thierry Saïdi/Emmanuel del Rey Gilles Lelievre/Jérôme Daille                           | Československo Jiří Rohan/Miroslav Šimek Petr Štercl/Pavel Štercl Viktor Beneš/Milan Kučera                           | Německo Michael Trummer/Manfred Berro Stephan Bittner/Volker Nerlich Frank Hemmer/Thomas Loose                       |
| 1993 | Mezzana                          | Česko Marek Jiras/Tomáš Máder Petr Štercl/Pavel Štercl Jiří Rohan/Miroslav Šimek                                             | Francie Eric Biau/Bertrand Daille Thierry Saïdi/Emmanuel del Rey Frank Adisson/Wilfrid Forgues                        | Slovensko Roman Štrba/Roman Vajs Juraj Ontko/Ladislav Čáni Viktor Beneš/Milan Kučera                                 |
| 1995 | Nottingham                       | Česko Jiří Rohan/Miroslav Šimek Petr Štercl/Pavel Štercl Jaroslav Pospíšil/Jaroslav Pollert                                  | Francie Thierry Saïdi/Emmanuel del Rey Frank Adisson/Wilfrid Forgues Eric Biau/Bertrand Daille                        | Německo Michael Trummer/Manfred Berro Rüdiger Hübbers/Udo Raumann André Ehrenberg/Michael Senft                      |
| 1997 | Três Coroas                      | Francie Frank Adisson/Wilfrid Forgues Thierry Saïdi/Emmanuel del Rey Eric Biau/Bertrand Daille                               | Česko Jiří Rohan/Miroslav Šimek Petr Štercl/Pavel Štercl Marek Jiras/Tomáš Máder                                      | Německo Michael Trummer/Manfred Berro André Ehrenberg/Michael Senft Kay Simon/Robby Simon                            |
| 1999 | La Seu d'Urgell                  | Česko Marek Jiras/Tomáš Máder Jaroslav Volf/Ondřej Štěpánek Jaroslav Pospíšil/Jaroslav Pollert                               | Slovensko Roman Štrba/Roman Vajs Milan Kubáň/Marián Olejník Pavol Hochschorner/Peter Hochschorner                     | Francie Frank Adisson/Wilfrid Forgues Eric Biau/Bertrand Daille Philippe Quemerais/Yann Le Pennec                    |
| 2002 | Bourg-Saint-Maurice              | Francie Pierre Luquet/Christophe Luquet Alexandre Lauvergne/Nathanael Fouquet Philippe Quemerais/Yann Le Pennec              | Německo Kay Simon/Robby Simon Kai Walter/Frank Henze André Ehrenberg/Michael Senft                                    | Polsko Dariusz Wrzosek/Bartłomiej Kruczek Jarosław Miczek/Wojciech Sekuła Andrzej Wójs/Sławomir Mordarski            |
| 2003 | Augsburg                         | Česko Jaroslav Volf/Ondřej Štěpánek Jaroslav Pospíšil/Jaroslav Pollert Marek Jiras/Tomáš Máder                               | Německo Marcus Becker/Stefan Henze André Ehrenberg/Michael Senft Kay Simon/Robby Simon                                | Polsko Andrzej Wójs/Sławomir Mordarski Jarosław Miczek/Wojciech Sekuła Marcin Pochwała/Paweł Sarna                   |
| 2005 | Penrith (medaile se neudělovaly) | Německo Christian Bahmann/Michael Senft Kay Simon/Robby Simon Marcus Becker/Stefan Henze                                     | Česko Jaroslav Pospíšil/Jaroslav Pollert Marek Jiras/Tomáš Máder Jaroslav Volf/Ondřej Štěpánek                        | Francie Remy Alonso/Victor Lamy Philippe Quemerais/Yann Le Pennec Cédric Forgit/Martin Braud                         |
| 2006 | Praha                            | Česko Marek Jiras/Tomáš Máder Jaroslav Volf/Ondřej Štěpánek Jaroslav Pospíšil/Jaroslav Pollert                               | Německo Marcus Becker/Stefan Henze Felix Michel/Sebastian Piersig Kay Simon/Robby Simon                               | Slovensko Pavol Hochschorner/Peter Hochschorner Milan Kubáň/Marián Olejník Ľuboš Šoška/Peter Šoška                   |
| 2007 | Foz do Iguaçu                    | Česko Jaroslav Volf/Ondřej Štěpánek Marek Jiras/Tomáš Máder Jaroslav Pospíšil/David Mrůzek                                   | Francie Cédric Forgit/Martin Braud Pierre Luquet/Christophe Luquet Damien Troquenet/Mathieu Voyemant                  | Slovensko Pavol Hochschorner/Peter Hochschorner Ladislav Škantár/Peter Škantár Tomáš Kučera/Ján Bátik                |
| 2009 | La Seu d'Urgell                  | Slovensko Pavol Hochschorner/Peter Hochschorner Ladislav Škantár/Peter Škantár Tomáš Kučera/Ján Bátik                        | Německo David Schröder/Frank Henze Marcus Becker/Stefan Henze Robert Behling/Thomas Becker                            | Spojené království Timothy Baillie/Etienne Stott David Florence/Richard Hounslow Daniel Goddard/Colin Radmore        |
| 2010 | Lublaň                           | Francie Denis Gargaud Chanut/Fabien Lefèvre Gauthier Klauss/Matthieu Péché Pierre Picco/Hugo Biso                            | Česko Jaroslav Volf/Ondřej Štěpánek Tomáš Koplík/Jakub Vrzáň Lukáš Přinda/Jan Havlíček                                | Německo Kai Müller/Kevin Müller Robert Behling/Thomas Becker David Schröder/Frank Henze                              |
| 2011 | Bratislava                       | Francie Gauthier Klauss/Matthieu Péché Pierre Labarelle/Nicolas Peschier Denis Gargaud Chanut/Fabien Lefèvre                 | Slovensko Pavol Hochschorner/Peter Hochschorner Ladislav Škantár/Peter Škantár Tomáš Kučera/Ján Bátik                 | Spojené království David Florence/Richard Hounslow Timothy Baillie/Etienne Stott Rhys Davies/Matthew Lister          |
| 2013 | Praha                            | Česko Ondřej Karlovský/Jakub Jáně Jonáš Kašpar/Marek Šindler Jaroslav Volf/Ondřej Štěpánek                                   | Slovensko Pavol Hochschorner/Peter Hochschorner Ladislav Škantár/Peter Škantár Tomáš Kučera/Ján Bátik                 | Spojené království David Florence/Richard Hounslow Rhys Davies/Matthew Lister Adam Burgess/Greg Pitt                 |
| 2014 | Deep Creek Lake                  | Francie Pierre Labarelle/Nicolas Peschier Gauthier Klauss/Matthieu Péché Pierre Picco/Hugo Biso                              | Slovensko Pavol Hochschorner/Peter Hochschorner Ladislav Škantár/Peter Škantár Tomáš Kučera/Ján Bátik                 | Česko Ondřej Karlovský/Jakub Jáně Jonáš Kašpar/Marek Šindler Tomáš Koplík/Jakub Vrzáň                                |
| 2015 | Londýn                           | Francie Pierre Picco/Hugo Biso Gauthier Klauss/Matthieu Péché Yves Prigent/Loïc Kervella                                     | Německo Franz Anton/Jan Benzien Robert Behling/Thomas Becker Kai Müller/Kevin Müller                                  | Spojené království David Florence/Richard Hounslow Mark Proctor/Etienne Stott Adam Burgess/Greg Pitt                 |
| 2017 | Pau (medaile se neudělovaly)     | Francie Gauthier Klauss/Matthieu Péché Nicolas Scianimanico/Hugo Cailhol Pierre Picco/Hugo Biso                              | Německo Robert Behling/Thomas Becker Kai Müller/Kevin Müller Franz Anton/Jan Benzien                                  | Slovensko Ladislav Škantár/Peter Škantár Tomáš Kučera/Ján Bátik Pavol Hochschorner/Peter Hochschorner                |